# Eucaterva sabesaria
Eucaterva sabesaria là một loài bướm đêm trong họ Geometridae.